# ヴォロディミル・ヤツェンコ (映画プロデューサー)
ヴォロディミル・ヴィクトロヴィチ・ヤツェンコ（ウクライナ語: Володимир Вікторович Яценко、英語: Volodymyr Yatsenko、1977年 - ）は、ウクライナの映画プロデューサーである。広告制作会社Limeliteの共同設立者であり、ウクライナ映画の国際的な評価を高めた作品を多数プロデュースしている。

## 経歴
ヴォロディミル・ヤツェンコは、キーウを拠点とする広告制作会社Limeliteの共同設立者である。2018年、セルヒイ・ジャダンの小説『ヴォロシロヴグラード』を原作とした初の長編映画『ディケ・ポーレ』（監督：ヤロスラウ・ロディヒン）をプロデュース。同作は第22回タリン国際映画祭でウクライナ代表として上映された。
Limeliteの下で、ヤツェンコはさらに2本の長編映画をプロデュース。2019年の『アトランティス』（監督：ナリマン・アリエフ）は、第92回アカデミー賞の国際長編映画賞にウクライナ代表としてノミネートされ、第72回カンヌ国際映画祭の「ある視点」部門に選出された。同年の『アトランティス』（監督：ヴァレンチン・ヴァシャノヴィチ）は、ウクライナ映画として初めてヴェネツィア国際映画祭の「オリゾンティ」部門で最優秀作品賞を受賞した。また、短編映画『ヴィチニスト』（監督：アンナ・ソボレフスカ）もプロデュースしている。
2020年以降、ヤツェンコは欧州映画振興基金Eurimagesのウクライナ代表を務めている。2017年から2019年までウクライナ映画産業協会の会長を務めたが、プロデューサーとしての多忙を理由に退任した。
2019年、ヤツェンコは欧州映画アカデミーの49番目のウクライナ人会員に選出された。2020年5月、アンナ・ソボレフスカと共同で新たな映画製作会社Forefilmsを設立した。

## 受賞歴
- ウクライナ勇敢勲章 三等（2022年）：ウクライナの国家強化への顕著な功績、ウクライナの主権と領土保全の保護における勇気と献身、社会の多様な分野の発展への多大な貢献、国家利益の擁護、職務の誠実な遂行に対して[5]

## フィルモグラフィ
- 『ディケ・ポーレ（英語版、ウクライナ語版）』（2018年、プロデューサー）
- 『ドドム（英語版、ウクライナ語版）』（2019年、プロデューサー）
- 『アトランティス』（2019年、プロデューサー）
- 『ヴィチニスト』（短編、プロデューサー）